# Onur Karaman
Pour les articles homonymes, voir Karaman (homonymie).
Onur Karaman, né le 20 décembre 1981 en Turquie, est un réalisateur, scénariste, monteur et producteur québécois d'origine turque.

## Biographie
Né le 20 décembre 1981 en Turquie, Onur Karaman déménage au Québec avec sa famille à l’âge de huit ans. À son arrivée, il considère avoir vécu de l’exclusion sans toutefois avoir vécu une enfance malheureuse. Il continue de faire des aller-retour dans son pays d'origine.
Fervent des sports à l'adolescence, c'est à l'âge adulte qu'il se passionne pour l'écriture et le cinéma. Après avoir complété un diplôme d'études collégiales au Collège Champlain, il s'inscrit à l'université. Il commence à écrire, réaliser et produire des courts métrages, Le Ride en 2006, Stations en 2009, R'en-donner en 2010 et L'Histoire d'un malade en 2011.
En février 2013, il présente La Ferme des humains, son premier long métrage, en première au Rendez-vous du cinéma québécois. Huit mois plus tard, en octobre 2013, il présente une version au montage modifié de ce film en compétition au Festival du nouveau cinéma de Montréal. Il réalise ensuite Là où Atilla passe... en 2015, Le Coupable en 2019 et finalement Respire en 2022 dont il obtient le Prix du meilleur film québécois au festival Cinemania en novembre 2022.

## Filmographie

### Réalisateur
- 2006 : Le Ride (court métrage)
- 2009 : Stations (court métrage)
- 2010 : R'en-donner (court métrage)
- 2011 : L'Histoire d'un malade (court métrage)
- 2013 : La Ferme des humains
- 2015 : Là où Atilla passe...
- 2019 : Le Coupable
- 2022 : Respire

### Scénariste
- 2006 : Le Ride (court métrage)
- 2009 : Stations (court métrage)
- 2010 : R'en-donner (court métrage)
- 2011 : L'histoire d'un malade (court métrage)
- 2013 : La Ferme des humains
- 2015 : Là où Atilla passe...
- 2019 : Le Coupable
- 2022 : Respire

### Producteur
- 2006 : Le Ride (court métrage)
- 2009 : Stations (court métrage)
- 2010 : R'en-donner (court métrage)
- 2011 : L'histoire d'un malade (court métrage)
- 2013 : La Ferme des humains
- 2015 : Là où Atilla passe...
- 2019 : Le Coupable
- 2022 : Respire (coproducteur avec Patrick Bilodeau)

### Monteur
- 2013 : La Ferme des humains
- 2019 : Le Coupable
- 2022 : Respire

### Directeur artistique
- 2013 : La Ferme des humains

### Acteur
- 2013 : La Ferme des humains : Memo

## Distinctions

### Récompenses
- 2022 : Festival de films francophones Cinemania - Prix du meilleur film québécois pour Respire